# Bandar Tongah
Bandar Tongah is een bestuurslaag in het regentschap Simalungun van de provincie Noord-Sumatra, Indonesië. Bandar Tongah telt 4564 inwoners (volkstelling 2010).